# Membracis lefebvrei
Membracis lefebvrei är en insektsart som beskrevs av Leon Fairmaire. Membracis lefebvrei ingår i släktet Membracis och familjen hornstritar. Inga underarter finns listade i Catalogue of Life.